# Perscheloribates shiraensis
Perscheloribates shiraensis är en kvalsterart som först beskrevs av Evans 1953.  Perscheloribates shiraensis ingår i släktet Perscheloribates och familjen Scheloribatidae. Inga underarter finns listade i Catalogue of Life.